# اشتون هاگانز
اشتون هاگانز (انگلیسی: Ashton Hagans؛ زادهٔ ۸ ژوئیهٔ ۱۹۹۹) بازیکن بسکتبال اهل ایالات متحده آمریکا است.

## حرفه
از باشگاه‌هایی که در آن بازی کرده‌است می‌توان به بسکتبال مردان کنتاکی وایلدکتز اشاره کرد.